# Questione cretese
Il termine questione cretese si riferiva a tutti gli eventi riguardanti Creta e la sua lotta per la liberazione e l'indipendenza dall'Impero ottomano dal 1830 al 1913.

## Storia
La questione cretese emerse come una questione diplomatica dopo l'indipendenza della Grecia nel 1829. Nel corso del XIX secolo si verificarono a Creta numerose rivolte e sommosse a favore dell'unione con la Grecia.
Nella storia dell'Europa e soprattutto nella sua storia diplomatica, la cosiddetta questione cretese faceva parte della più ampia questione d'oriente, che apparve per la prima volta come un problema specifico subito dopo la guerra d'indipendenza greca, ovvero intorno al 1830, quando furono determinati i confini dello Stato greco e successivamente del neonato Regno di Grecia senza comprendere Creta, nonostante il suo coinvolgimento alle lotte sostenute durante la grande rivolta.
Pertanto, il significato del termine "questione cretese" include tutti gli eventi accaduti e che hanno riguardato il popolo cretese, dalla data di cui sopra fino all'annessione e all'unione (enosis) di Creta con la Grecia. Questi eventi includono rivolte e rivoluzioni, negoziati e interventi internazionali, anche armati da parte delle Grandi Potenze, ma anche interventi militari che sfociarono in un conflitto militare tra la Grecia e l'Impero ottomano, che portò tuttavia alla creazione di uno Stato semi-autonomo nel 1896, con il favorevole esito dell'integrazione di Creta in Grecia, al termine della prima guerra balcanica. Nel maggio 1913 Creta fu ceduta alla Grecia con il Trattato di Londra. L'unione fu ufficializzata con una cerimonia presso la fortezza Firkas di Chania il 1º dicembre dello stesso anno.
Si noti che la storia della questione cretese, con i vari tentativi di risolverla di volta in volta, è un capitolo importante nella storia della diplomazia così come nella definizione di molte questioni che sono state punti chiave di sviluppo del diritto internazionale.